# Шустикла
Шустикла је украсна простирка, обично направљена од тканине и различите примене за заштиту површина или за везивање цвећа, у прехрамбеној презентацији, или као покривка за главу или украс на одећи. Карактерише је транспарентност, која омогућава да се површина испод објекта види.

## Етимологија
Шустикла је била лондонска драперија из 17. века, која је учинила популарним "вунене ствари," одједном јефтине и отмене", уведене за летњу одећу у другом делу 17. века." У то време се користила као придев, а касније је промењена на "малу украсну салвету која се користила за дезерт", познату као "шустикла-салвета".

## Употреба

### Заштита намештаја
Осим декоративне функције, шустикле имају и практичну улогу у заштити намештаја од финог дрвета од огреботина узрокованих посуђем или украсним предметима, или од просутог чаја када се користе на послужавницима за чај или са шољама и тањирима. Када се користе за заштиту наслона и рукохвата фотеља, служе као заштита од масноћа косе и руку.

### Цветни аранжман
Шустикле се традиционално користе за везивање стабљика у букете (формални цветни аранжмани који су се у викторијанској ери називали tussie-mussies).

### Послужење хране и бонтон
Шустикле су користе за чиније за прсте, некада уобичајене на свечаним вечерама са више јела. Шустикла од платна (никада од папира) одваја десертни тањир од чиније за прсте. Обичај захтева да се и шустикла и чинија за прсте уклоне у горњи леви део пре него што накратко уроните врхове прстију у воду и осушите их на салвети. Неуспех у померању оба заједно је грешка.
Папирнате шустикле за једнократну употребу „дизајниране су као јефтинија, али респектабилна алтернатива хекланим платненим шустиклама“ и обично се користе за украшавање тањира.
У Србији су шустикле биле веома популарне од средине до краја 20. века. Жене су се бавиле хеклањем разноврсних мотива и облика шустикли, које су служиле као украс и заштита класичних комада намештаја. Данас се продају као сувенир.

## Технике израде
Хеклане су, везане чворовима или плетене од памучних или ланених нити. Произвођачи конца су у првом делу 20. века објавили многе узорке за хеклање или плетење шустикла. Дизајнери су често били анонимни. Дизајни могу бити кружни, овални или квадратни, почињу од центра и раде се према ван, подсећајући на систем поларних координата. Пешкири, као и други предмети за домаћинство, могу се направити хеклањем редова на решеткастом узорку, слично тачкама у правоуглом координатном систему.
Савремени дизајнери настављају да праве обрасце за љубитеље модерних ручних радова. Иако могу у одређеној мери бити супротно изворној употреби, неке шустикле укључују вез или имају уздигнути дизајн (латице ружа, кокице или волани), и нису равне.